# Гарабиоло (Варезе)
Гарабиоло је насеље у Италији у округу Варезе, региону Ломбардија.
Према процени из 2011. у насељу је живело 118 становника. Насеље се налази на надморској висини од 563 м.